# Baudonivie
Baudonivie est une historienne des VIe et VIIe siècles de Poitiers, compagne et biographe de sainte Radegonde († 587), morte après 614.

## Biographie
Franque issue d'une famille aristocratique, elle entre vers 570 à l'abbaye Sainte-Croix de Poitiers.

## Travail
Elle se consacre à l'étude du trivium pour lequel elle enrichit la lingua rustica romana d'éléments celtiques. Elle s'occupe de transcriptions de manuscrits latins, notamment tirés des éléments d'Euclide.
Elle transcrit les Etymologies d'Isidore de Séville auxquelles elle rajoute les savoirs de son temps. Elle écrit, sur demande de l'abbesse de Sainte-Croix en 600, la biographie de Radegonde, fondatrice du monastère ; la précédente version, de Venance Fortunat, étant jugée trop peu vivante ; la version de Baudonie est moins figée et met en avant la dimension géopolitique de la vie de Radegonde.

## Ouvrages
- Noces de Mercure et de la philologie
- De vita sancta Radegundis, libri duo, Monumenta Germaniae Historica, in Scriptores Rerum Merovingicarum, B. Krusch, tome II, Hanovre, 1888, p. 358-395.
- Vita sanctæ Radegundis, Liber secundus, auctore Baudonivia moniali æcuali, éditée par Jacques-Paul Migne, Paris 1849 [lire en ligne]